# Colin McCahon
Colin McCahon (* 1. August 1919; † 27. Mai 1987) war ein neuseeländischer Künstler und Kunstkurator. Vor allem durch seine expressive Landschaftsmalerei, seine abstrakten Gemälde und seine Wortgemälde wurde er zu einem der wichtigsten Wegbereiter und Vertreter der künstlerischen Moderne in Neuseeland.

## Leben

### Die frühen Jahre, Neuseeland und USA
Colin John McCahon wurde in Timaru (Neuseeland) geboren. Bereits als Kind erlebte er Besuche der Dunedin Art Gallery als inspirierend, 1933 nahm er an einem von Russell Clark organisierten Kunstunterrichtsprogramm teil. Nach dem Besuch der von McCahon als bedrückend empfundenen Otago Boys’ High School, wurde er am King Edward Technical College Teilzeitstudent. 1936 hatte McCahon die erste Einzelausstellung des mit der europäischen Moderne in Kontakt gekommenen Toss Woollaston in Dunedin besucht, die für McCahon eine Offenbarung war. Er und Woollaston trafen sich kurz darauf; es war der Beginn einer lebenslangen, wenn auch nicht immer problemlosen Freundschaft.
Die Sommer verbrachte der junge McCahon als Tabakpflücker und Plantagenarbeiter in der Nelson Region, wohin er von Dunedin aus mit dem Fahrrad fuhr. Die Fahrradreisen prägten seine Landschaftsästhetik nachhaltig. 1940 wurde eines seiner Bilder für eine Ausstellung der Otago Art Society abgelehnt, nach Protesten später jedoch zugelassen. 1945 heiratete McCahon Anne Hamblett in Dunedin. Eines seiner Hochzeitsgeschenke war das Buch The Geomorphology of New Zealand (Die Geomorphologie Neuseelands), das McCahons Verständnis von Landschaftsformen ebenfalls lebenslang beeinflusste.
Obwohl er in keiner Kirche Mitglied war, spielten religiöse Fragen aus dem Umfeld der christlichen Religion eine bedeutende Rolle für McCahons Werk. Seit 1946 entstanden Gemälde, in welchen er biblische Gestalten in den ihm vertrauten, oft abgelegenen neuseeländischen Landschaften darstellte. Er nahm dabei kunstgeschichtliche Traditionen Europas und Nordamerikas auf, die versuchten, biblische Narrative und Persönlichkeiten an nicht-biblischen Orten und in der Gegenwart zu aktualisieren. In den vierziger Jahren nahm McCahon auch verstärkt, und, zum Ende seines Kunstschaffens schließlich exklusiv, Schriftelemente in seine Gemälde auf. Diese mehr- oder zweifarbig und oft großformatig gemalten Worte sind häufig biblische Zitate.
1947 wurde McCahon Mitglied der Künstlergruppe ‘The Group’ in Christchurch, deren Vertreter sich moderner Ausdrucksformen in der bildenden Kunst bedienten oder damit experimentierten; hierzu zählte auch die Künstlerin Rita Angus. Angus, deren Werk oft mit McCahon verglichen wurde, bediente sich ebenfalls eines farbintensiven expressiven Malstils, der religiöse Figurationen in neuseeländischen Szenarien ansiedelt. Mc Cahon gehörte der Künstlervereinigung ‘The Group’ bis zu ihrer Auflösung 1977 an.
1953 zog McCahon auf die Nordinsel; wo er sich im Aucklander Stadtteil Titirangi niederließ. Die Landschaftsformen der Nordinsel fanden zu dieser Zeit Eingang in sein Werk; hervorzuheben sind hier auch seine Bilder der oft jahrhundertealten charismatischen Kauri-Bäume. McCahon bewarb sich um einen Job an der Auckland City Art Gallery, wo er zunächst als Reinigungskraft Anstellung fand. Später wurde er dort Kurator und schließlich stellvertretender Direktor des Kunstmuseums. 1958 reiste McCahon in die USA. Diese Auslandsreise, die ihn in diverse Kunstmuseen und Galerien führte, gab ihm die Möglichkeit, europäische und amerikanische Gemäldetraditionen, die er im abgelegenen Neuseeland nur durch Bücher kennenlernen konnte, unmittelbar zu betrachten. Es gelang McCahon auf der Reise auch, sich einen guten Überblick über die zeitgenössische moderne Kunstszene der USA zu verschaffen. McCahons späteres Werk verdankte dieser Reise starke Anregungen und stärkte sein Selbstbewusstsein als moderner Künstler.

### Auckland, Māori-Rezeption
Nach seiner Rückkehr nach Neuseeland malte McCahon die Northland Panels. Unter dem Eindruck seines Überseeaufenthalts thematisieren sie das Thema ‘Reise’: als Bewegung in geographischen und kulturellen Räumen, aber auch als Lebensreise und als Kunstbetrachtung in Analogie zur Reise. 1961 begann der Maler seine Gate Serie, die McCahons Auseinandersetzung mit dem Kalten Krieg und der Gefahr eines atomaren Overkill in abstrakter Malweise widerspiegeln.
1964 erhielt McCahon eine Dozentur an der Elam School of Art an der Universität von Auckland. Seit 1965 veränderte sich zunehmend die Farbigkeit seiner Gemälde, die einer schwarz-weißen oder monochromen Malweise wich. Auch Zahlen, zum Teil als Zahlenmystik, und Texte wurden in seinem Werk immer wichtiger. Ein Beispiel ist sein Werk Lark’s Song (Gesang der Lerche), das eine großflächige Verschriftlichung eines Māori-Gedichts ist. Das Gedicht stammt von Matire Kereama, einer weisen Frau des Aupōuri Stammes, die erst in hohem Alter publizieren konnte und von der literarischen Öffentlichkeit wahrgenommen wurde. Kereamas Buch The Tail of the Fish wurde für McCahon zu einer schriftlichen Hauptquelle seiner Kenntnisse der Māori-Kultur und traditioneller Ornamentik.

### Die späten Jahre
1970 legte McCahon seine Lehrtätigkeit nieder, um sich ganz seiner Malerei widmen zu können. In den siebziger Jahren arbeitete er weiter an Landschaftsdarstellungen, aber die Wort-Malerei dominierte. Die Werke Victory Over Death 2, Gate III und die die Necessary Protection-Folge, zählen zu seinen bekannteren Arbeiten, ebenso wie seine zahlreichen Landschaftsbilder der Kaipara-Region.
1972 zeigte die Auckland City Art Gallery eine große Werkschau von McCahon’s Bildern, die seine gesamte Schaffenszeit umspannte und die in der darauf folgenden Zeit in den meisten großen Kunst-Museen des Landes zu sehen war. 1978 erhielt die australische Regierung das Werk Victory Over Death 2 als Geschenk der neuseeländischen Regierung. McCahon sah diese Internationale Anerkennung seines Werks mit einiger Skepsis, denn sein Werk und er selbst waren immer wieder dem Unverständnis und den Anfeindungen von neuseeländischen Kritikern ausgesetzt gewesen; hierzu zählten auch Künstlerkollegen, die der Moderne an sich aufgeschlossen gegenüber standen, z. B. A. R. D. Fairburn. 1987 starb McCahon nach langer Alkoholabhängigkeit. Bereits 1980 hatte er einen Schlaganfall erlitten, in den letzten Jahren litt er unter einem Korsakow-Syndrom; beides hatte einen erheblichen Effekt auf seine künstlerische Produktivität der letzten Lebensjahre.
Eine Retrospektive von McCahons Werk wurde 2002 im Stedelijk Museum in Amsterdam gezeigt, wo McCahon als „der erste neuseeländische Maler von überragender internationaler Bedeutung“ bezeichnet wurde. Durch die enorme Wertsteigerung der McCahon Werke im Gefolge seiner internationalen Berühmtheit kam es zu einigen spektakulären Diebstählen seiner Bilder. Zu nennen sind hier die Entwendung des 1976 entstandenen Urewera Murals, eines Triptychons (Schätzpreis 2 Millionen NZ Dollar) durch Māori-Aktivisten im Jahr 1997, der zwei Jahre später zurückgegeben wurde, sowie der Diebstahl von einigen McCahon Gedichten zusammen mit einer Oxford Lectern Bibel im Jahre 2002 aus der Bibliothek der Aucklander Universität.

### Stilistik, Rezeption, Weltanschauung
Der hochgradig sensible McCahon hatte sich unter jahrzehntelangen schwierigen materiellen und institutionellen Bedingungen einen eigenen Kunststil erarbeitet. Vor allem seine Wort-Malerei wurde von einer Reihe neuseeländischer, aber auch internationaler Künstler wie Nigel Brown, Shane Cotton, Peter Dornauf, Emily Karaka, John Reynolds und Peter Robinson aufgegriffen und in ganz unterschiedlichen textuellen und kompositorischen Bezügen entwickelt.
Seine ausdrucksstarken großformatigen Bilder, die oft in dunklen Farben gehalten sind, kreisen immer wieder um die Stellung des Menschen in der Welt und um die Verheißungen der biblischen Offenbarung und der māorischen Überlieferung im Spannungsfeld persönlichen Leids und einer von politischen Entwicklungen existentiell gefährdeten und korrumpierten Welt.